# オットマン (家具)

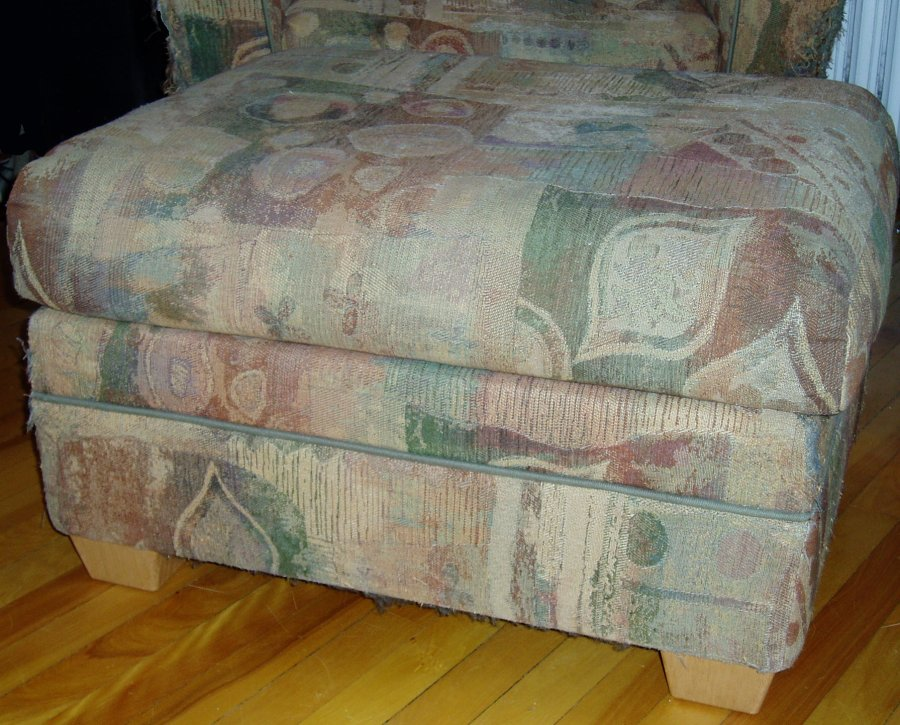
オットマン

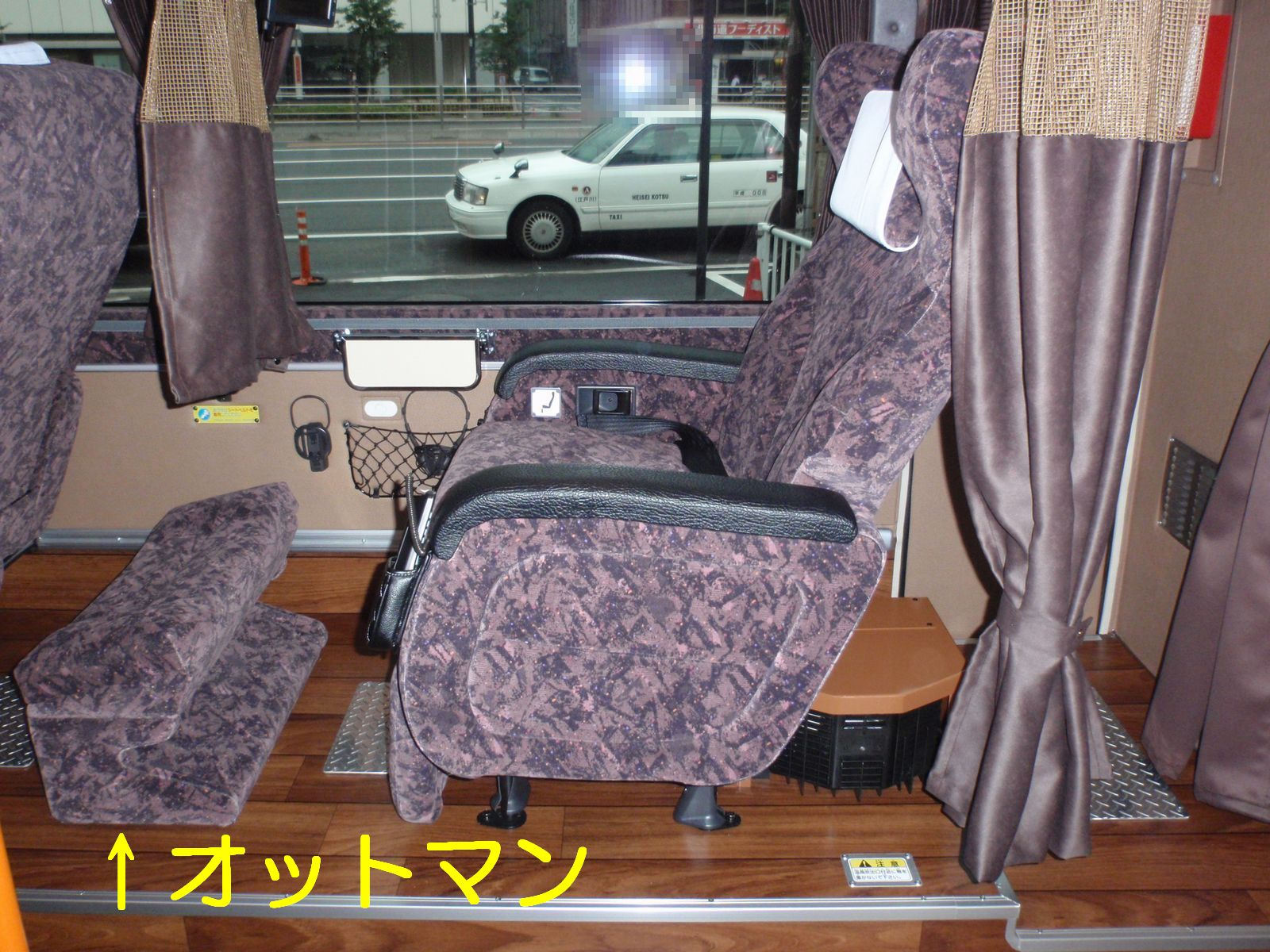
オットマンを装備した交通機関の座席の例

オットマン (ottoman)と は、椅子やソファーの前に置いて使う足乗せにもなるスツールのことである。休息度の高いハイバックチェアなどと併用することが多い。フットストール、フットスツール（footstool）とも呼ばれる。
またトルコ風という語の本来の意味に関連して、座面が低く奥行きが深い長椅子を指していうこともある。
近年では日産・ティアナなど自動車のシートにおいても採用例が見られる。
名称はオスマン帝国に由来し、当初は部屋いっぱいの腰掛でクッションが併用された。18世紀にヨーロッパで小型化しオットマンと呼ばれるようになった。